# 小德沃良卡 (沃茲涅先斯克區)
47°43′56″N 32°3′10″E / 47.73222°N 32.05278°E
小德沃良卡（烏克蘭語：Малодворянка），是烏克蘭南部尼古拉耶夫州沃兹涅先斯克区葉拉涅茨市鎮的村落。始建於1795年，面積1.2平方公里，海拔高度81米，2001年人口438，人口密度每平方公里365人。